# 10,35 × 47 mm R
La 10,35 × 47 mm R Vetterli è la cartuccia per il fucile Vetterli-Vitali Mod. 1870/87, arma d'ordinanza delle forze armate del Regno d'Italia dal 1870 fino all'adozione del Carcano Mod. 91.

## Storia
La cartuccia era la munizione del fucile a otturatore girevole-scorrevole monocolpo svizzero Vetterli Mod. 1870, adottato dal Regio Esercito nel 1870 per sostituire il Carcano Mod. 67 ad ago. Successivamente i Vetterli vennero modificati con l'installazione di un serbatoio fisso ideato dall'ufficiale Giuseppe Vitali, venendo ridenominati Vetterli-Vitali Mod. 1870/87. Il serbatoio veniva caricato con una piastrina-carichino in legno e lamiera, da 4 colpi. L'arma e la sua cartuccia vengono impiegate nelle guerre coloniali di fine secolo e nella guerra di Libia. Sostituito come ordinanza nel 1891 dal Carcano Mod. 91 in calibro 6,5 × 52 mm, durante la prima guerra mondiale, a causa della grande richiesta di armi, venne assegnato alle truppe coloniali.  Durante la guerra civile spagnola, curiosamente l'Unione Sovietica inviò come aiuto di guerra alle truppe repubblicane 16.000 obsoleti Vetterli Mod. 1870 monocolpo, rapidamente accantonati per la difficile reperibilità delle munizioni.

## Tecnica
La 10,35 × 47 mm R è una munizione con bossolo metallico in ottone, a percussione centrale. La pallottola di piombo pesa 28,28 grammi, mentre la carica è di 4,01 g di polvere nera; poi, nel 1890, con l'adozione della polvere senza fumo, ebbe la pallottola di piombo rivestita di metallo da 16 g, più resistente, e la carica di 2,40 g di balistite.

### Cartuccia a mitraglia Mod. 90
È una versione con bossolo in ottone allungato da 47,45 a 63 mm, a carica ridotta, destinata ai servizi di guardia e di ordine pubblico. Il lungo colletto contiene tre cilindretti di piombo impilati, ognuno pre-tagliato in tre parti; sulla sommità dei tre cilindri sporge dal colletto una pallottolina di piombo da 9,6 mm di diametro, per un totale di 10 proiettili.